# Vaihingen (Enz) (stacja kolejowa)
Vaihingen (Enz) – stacja kolejowa w Vaihingen an der Enz, w kraju związkowym Badenia-Wirtembergia, w Niemczech. Znajdują się tu 2 perony.